# 마르틴 현
마르틴 현(독일어: Martin Hyun 마르틴 휸[*], 한국명: 현종범, 1979년 5월 4일~)은 독일의 은퇴한 아이스하키 선수이다. 한국계 독일인으로 파독 광부와 간호사 사이에서 태어났다. 5세부터 아이스하키를 시작해 독일 청소년 아이스하키 대표팀을 거쳐 아시아인 최초로 도이체 아이스하키 리가에서 뛰었다. 2006년에는 대한민국의 아이스하키팀인 강원랜드에 입단하려 했으나 강원랜드 측의 부당한 대우와 입단 불가 통보로 인해 선수 생활까지 접게 되었다. 선수 은퇴 후에는 작가, 정치인으로 활동하고 있다.

## 같이 보기
- 독일의 스포츠